# Cosme Indicopleustes

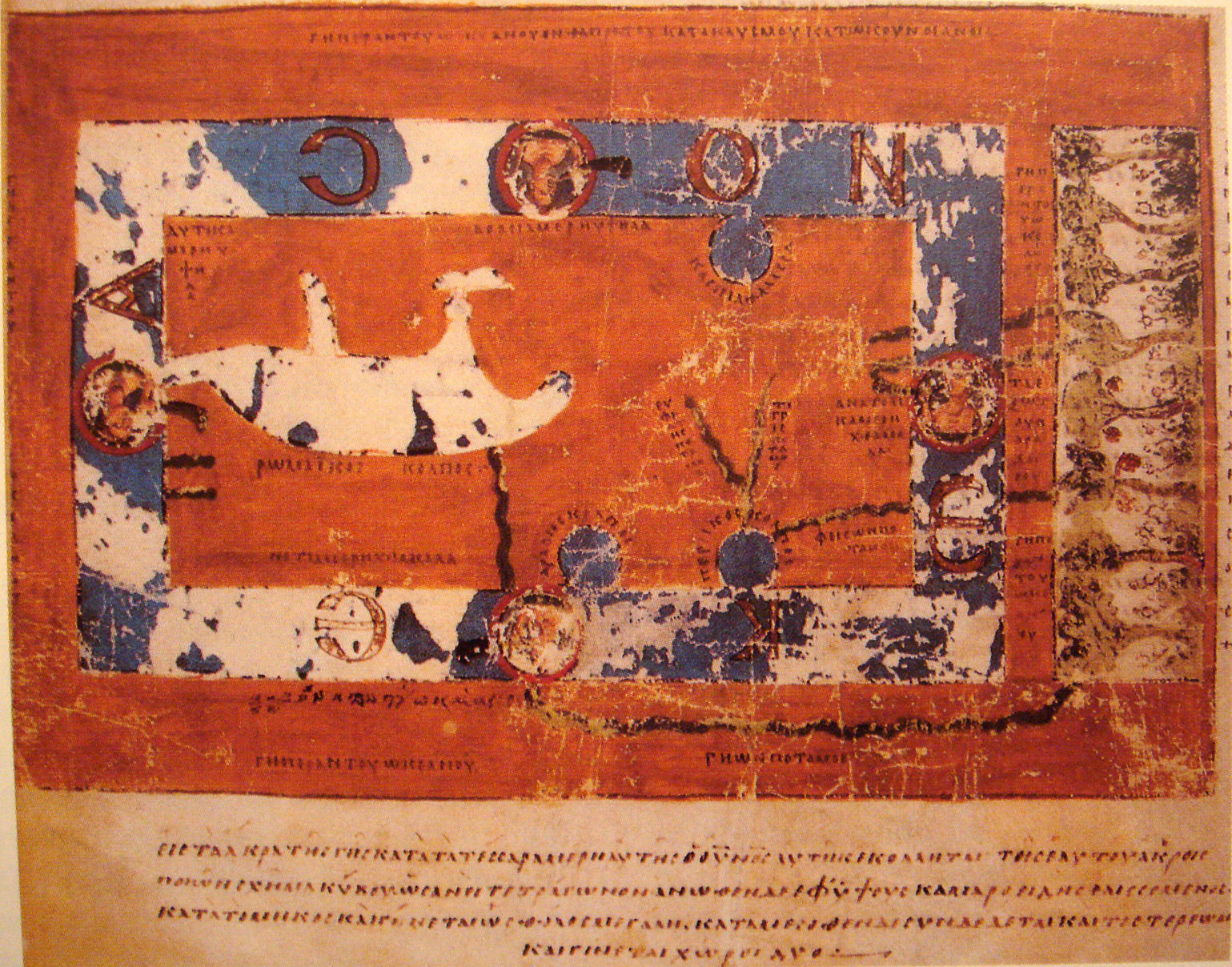
Mapamundi antic, obra de Cosme Indicopleustes.

Cosme Indicopleustes (Cosmas, Κοσμᾶς) fou un monjo egipci que va rebre el sobrenom d'Indicopleustes (Navegador indi) perquè fou un expert mariner que va navegar fins a l'Índia.
Va viure durant el regnat de Justinià I vers el 535. De jove fou mariner i va navegar per la mar Roja, Índia, Etiòpia, Síria, Aràbia, Pèrsia i altres llocs.
Finalment es va fer monjo i va escriure relats dels seus viatges. La seva obra principal és Τοπογραφία Χριστιανική, Topographia Christiana, sive Christianorum Opinio de Mundo, en 12 llibres, on promou la idea que la terra és plana i no esfèrica com es pensava.
També va compondre una Universalis Cosmographia i unes taules astronòmiques. Un comentari sobre els Càntics i una exposició sobre els salms, són obra seva, però no se'n conserven exemplars.